# Nagroda Lednickiego Orła Piastowskiego
Nagroda Lednickiego Orła Piastowskiego – nagroda honorowa przyznawana przez marszałka województwa wielkopolskiego, ustanowiona przez Zarząd Województwa Wielkopolskiego z inicjatywy Muzeum Pierwszych Piastów na Lednicy.

## Geneza
Uchwałę o przyznawaniu nagrody podjął zarząd województwa w dniu 12 czerwca 2009. Nagroda przyznawana jest za ochronę piastowskiego dziedzictwa kulturalnego oraz wybitne osiągnięcia naukowe w zakresie poszerzania i upowszechniania wiedzy o roli dynastii piastowskiej w historii Polski i Europy. Idea ustanowienia nagrody wynikła ze szczególnej roli Wielkopolski w okresie formowania się państwa Polskiego. Kapituła nagrody składa się z osób piastujących wysokie stanowiska kościelne oraz naukowe na terenie Wielkopolski.

## Lista laureatów
Dotąd nagrodę przyznano następującym osobom:
- prof. dr hab. Gerard Labuda – 2009,
- prof. Zofia Hilczer-Kurnatowska – 2010,
- prof. Jerzy Strzelczyk – 2011,
- prof. Zygmunt Świechowski – 2012,
- prof. dr hab. Klementyna Żurowska – 2013
- prof. dr hab. Henryk Samsonowicz – 2014
- prof. dr hab. Jerzy Lesław Wyrozumski – 2015
- prof. dr hab. Antoni Gąsiorowski – 2016
- prof. dr hab. Stanisław Suchodolski – 2017
- prof. dr hab. Tomasz Jasiński – 2018
- prof. Andrzej Kola i dr Gerard Wilke – 2024[4]
- prof. dr hab. Jacek Banaszkiewicz – 2025[5]